# قشلاق ملا نقي قنبر (مقاطعة بيله سوار)
قشلاق ملا نقي قنبر (بالفارسية: قشلاق ملانقی‌قنبر) هي قرية تقع في إيران في قسم قشلاق الشرقي الريفي. يقدر عدد سكانها بـ 308 نسمة .